# 昆西市场
昆西市场（Quincy Market）是一个历史悠久的市场建筑，位于美国波士顿市中心法尼尔厅附近。它建于1824-26年，以时任市长约西亚·昆西三世命名，他在没有征税或举债的情况下组织了该市场的建造。昆西市场是19世纪上半叶美国最大的市场建筑之一。

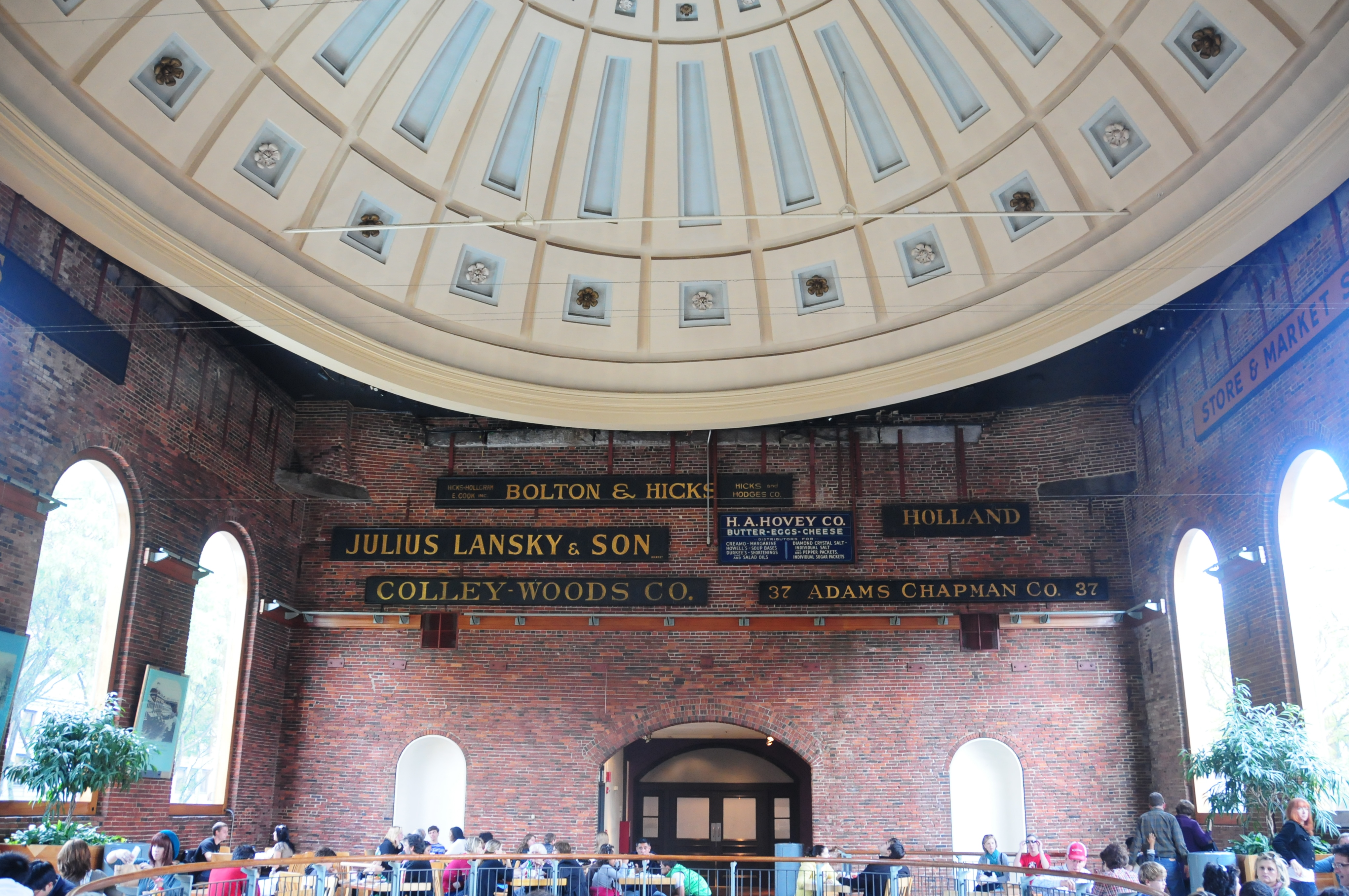

昆西市场由亚历山大·帕里斯设计，是一座长方形建筑，高二层，长535英尺（163），占地面积27,000平方英尺（2,500平方）。主楼两侧为四层半的砖石建筑，称为北市场和南市场。 1966年，整个建筑群列为国家历史地标，并列入国家史迹名录。
如今，昆西市场每年吸引着大量游客前往。其主楼内主要为各类小吃摊。两翼有外建的玻璃长廊，里面有一些纪念品店。